# Cheilotrichia nemorensis
Cheilotrichia nemorensis là một loài ruồi trong họ Limoniidae. Chúng phân bố ở miền Cổ bắc.